# LOVE SONGS (長渕剛のアルバム)
『LOVE SONGS』（ラブ・ソングス）は、日本のミュージシャンである長渕剛の2枚目のベスト・アルバム。
1986年5月1日に東芝EMIのエキスプレスレーベルからリリースされた。『FROM T.N.』（1983年）よりおよそ2年6ヶ月ぶりとなるベスト・アルバム。
文字通り、それまでに発表された楽曲の中から、ラブソングを中心に選曲されたベストアルバムである。しかし、単なるラブソングではない曲も数曲見受けられる。また、「長渕流フォーク」としてリリースされた最初期のアルバム3枚からは1曲も選曲されていない。
オリコンチャートでは最高位8位となった。

## 背景
前作『HUNGRY』（1985年）リリース後、長渕は8月26日の千葉県文化会館より翌1986年1月22日までの日本武道館に至るまで、全国52都市全62公演におよぶライブツアー「LIVE'85 - '86 HUNGRY」を開催した。しかし、このツアーが始まる1週間前に体調不良となった長渕は入院したためツアーの前半は延期となり、退院後に開始となったが毎日39度を超える発熱を点滴で抑えてステージに上がり、ステージ終了後には楽屋で昏倒する日々が続いていた。食事を摂取する事もままならず、体重は53kgを下回りやせ細った体になったが、周囲のスタッフは誰も公演を中止しようとはしなかった。結果、1月22日の日本武道館公演の直後に過労により倒れ、即入院する事となった。本来このツアーは1月以降も開催される予定があったが、長渕が重度の鬱状態であったため残り20本の予定がすべてキャンセルとなった。
事の背景としては、体重は50kg台まで落ち、健康状態に問題があっただけでなく、バックバンドとの不和やスタッフへの不信感などもあり、精神的に追い詰められた事が原因となった。

## 構成
これまでにリリースされた各アルバムの中から以下の通り選曲されている。なお、初期3部作である『風は南から』（1979年）、『逆流』（1979年）、『乾杯』（1980年）からは1曲も収録されていない。また、6曲目の「LONG LONG TIME AGO」はシングル「勇次」（1985年）のB面曲であり、本作でアルバム初収録となった。
- 『Bye Bye』（1981年） - 「POOR BOY'S BLUES」
- 『時代は僕らに雨を降らしてる』（1982年） - 「マリア」
- 『HEAVY GAUGE』（1983年） - 「僕だけのメリークリスマス」、「DON'T CRY MY LOVE」、「僕のギターにはいつもHEAVY GAUGE」
- 『HOLD YOUR LAST CHANCE』（1984年） - 「TIME GOES AROUND」、「スローダウン」、「COME BACK TO MY HEART」
- 『HUNGRY』（1985年） - 「生意気なパートナー」

全収録曲の内、「Poor Boys Blues」はボーカルのみ再録音、「Don't Cry My Love」はリミックスされ、ボーカルのみ再録音で収録されている。

## リリース
1986年5月1日に東芝EMI／エキスプレスより、レコード、カセットテ－プ、CDの3形態でリリースされた。また、CDのみ2006年3月8日に24ビット・デジタルリマスター化されて再リリースされている。

## 批評
| 専門評論家によるレビュー | 専門評論家によるレビュー |
| レビュー・スコア         | レビュー・スコア         |
| 出典                     | 評価                     |
| ------------------------ | ------------------------ |
| CDジャーナル             | 肯定的                   |

音楽情報サイト『CDジャーナル』では、「いつものキュイーンというヘヴィなギター・サウンドはここには聴かれない。やっぱりラヴ・ソングは荒っぽい男らしさより、穏やかな優しさが、らしい雰囲気」と評価した他、本作のみに収録されたバージョンの「DON'T CRY MY LOVE」や「POOR BOY'S BLUES」に関して「ファンには嬉しい限り」と肯定的に評価している

## チャート成績
オリコンチャートでは最高位8位となり、売り上げは約4万枚となった。また、2006年の再発版はオリコンチャートで最高位276位となった。

## 収録曲

### LP盤 / CT盤
| 全作曲: 長渕剛。 |                                                           |                  |            |                                       |                                        |      |
| #                | タイトル                                                  | 作詞             | 作曲・編曲 | 編曲                                  | 初出作品                               | 時間 |
| 1.               | 「マリア」(MARIA)                                         | 長渕剛           | 長渕剛     | 山梨鐐平、長渕剛                      | アルバム『時代は僕らに雨を降らしてる』 | 2:57 |
| 2.               | 「生意気なパートナー」(NAMAIKI-NA PARTNER)                | 長渕剛           | 長渕剛     | 瀬尾一三、長渕剛＆The Band of Spirits | アルバム『HUNGRY』                     | 5:12 |
| 3.               | 「僕だけのメリークリスマス」(BOKU-DAKENO MERRY CHRISTMAS) | 松井五郎         | 長渕剛     |                                       | アルバム『HEAVY GAUGE』                | 3:52 |
| 4.               | 「TIME GOES AROUND」                                      | 長渕剛           | 長渕剛     | 長渕剛                                | アルバム『HOLD YOUR LAST CHANCE』      | 3:40 |
| 5.               | 「DON'T CRY MY LOVE※」                                    | 長渕剛、吉見佑子 | 長渕剛     | 瀬尾一三、長渕剛                      | アルバム『HEAVY GAUGE』                | 5:42 |
| 合計時間:        | 合計時間:                                                 | 合計時間:        | 合計時間:  | 合計時間:                             | 21:23                                  |      |

| #         | タイトル                                                                    | 作詞      | 作曲・編曲 | 編曲                                  | 初出作品                               | 時間 |
| --------- | --------------------------------------------------------------------------- | --------- | ---------- | ------------------------------------- | -------------------------------------- | ---- |
| 6.        | 「LONG LONG TIME AGO」                                                      | 長渕剛    |            | 笛吹利明 / コーラスアレンジ：浜田良美 | シングル「勇次」                       | 4:58 |
| 7.        | 「POOR BOY'S BLUES※」                                                       | 松井五郎  |            | 徳武弘文                              | アルバム『Bye Bye』                    | 4:11 |
| 8.        | 「スローダウン」(SLOW DOWN)                                                 | 長渕剛    |            | 長渕剛、山里剛                        | アルバム『HOLD YOUR LAST CHANCE』      | 5:33 |
| 9.        | 「僕のギターにはいつもHEAVY GAUGE」(BOKU-NO GUITAR NIWA ITSUMO HEAVY GAUGE) | 長渕剛    |            | 瀬尾一三                              | アルバム『HEAVY GAUGE』                | 4:59 |
| 10.       | 「COME BACK TO MY HEART」                                                   | 長渕剛    |            | 長渕剛                                | アルバム『HOLD YOUR LAST CHANCE』      | 5:47 |
| 11.       | 「〜マリア※」(〜MARIA)                                                      |           |            |                                       | アルバム『時代は僕らに雨を降らしてる』 | 1:23 |
| 合計時間: | 合計時間:                                                                   | 合計時間: | 合計時間:  | 合計時間:                             | 26:51                                  |      |

※このアルバムのみ収録されている音源。

### CD盤
| 全作曲: 長渕剛。 |                                                                             |                  |            |                                       |                                        |      |
| #                | タイトル                                                                    | 作詞             | 作曲・編曲 | 編曲                                  | 初出作品                               | 時間 |
| 1.               | 「マリア」(MARIA)                                                           | 長渕剛           | 長渕剛     | 山梨鐐平、長渕剛                      | アルバム『時代は僕らに雨を降らしてる』 | 2:57 |
| 2.               | 「生意気なパートナー」(NAMAIKI-NA PARTNER)                                  | 長渕剛           | 長渕剛     | 瀬尾一三、長渕剛＆The Band of Spirits | アルバム『HUNGRY』                     | 5:12 |
| 3.               | 「僕だけのメリークリスマス」(BOKU-DAKENO MERRY CHRISTMAS)                   | 松井五郎         | 長渕剛     |                                       | アルバム『HEAVY GAUGE』                | 3:52 |
| 4.               | 「TIME GOES AROUND」                                                        | 長渕剛           | 長渕剛     | 長渕剛                                | アルバム『HOLD YOUR LAST CHANCE』      | 3:40 |
| 5.               | 「DON'T CRY MY LOVE※」                                                      | 長渕剛、吉見佑子 | 長渕剛     | 瀬尾一三、長渕剛                      | アルバム『HEAVY GAUGE』                | 5:42 |
| 6.               | 「LONG LONG TIME AGO」                                                      | 長渕剛           | 長渕剛     | 笛吹利明 / コーラスアレンジ：浜田良美 | シングル「勇次」                       | 4:58 |
| 7.               | 「POOR BOY'S BLUES※」                                                       | 松井五郎         | 長渕剛     | 徳武弘文                              | アルバム『Bye Bye』                    | 4:11 |
| 8.               | 「スローダウン」(SLOW DOWN)                                                 | 長渕剛           | 長渕剛     | 長渕剛、山里剛                        | アルバム『HOLD YOUR LAST CHANCE』      | 5:33 |
| 9.               | 「僕のギターにはいつもHEAVY GAUGE」(BOKU-NO GUITAR NIWA ITSUMO HEAVY GAUGE) | 長渕剛           | 長渕剛     | 瀬尾一三                              | アルバム『HEAVY GAUGE』                | 4:59 |
| 10.              | 「COME BACK TO MY HEART」                                                   | 長渕剛           | 長渕剛     | 長渕剛                                | アルバム『HOLD YOUR LAST CHANCE』      | 5:47 |
| 11.              | 「〜マリア※」(〜MARIA)                                                      |                  | 長渕剛     |                                       | アルバム『時代は僕らに雨を降らしてる』 | 1:23 |
| 合計時間:        | 合計時間:                                                                   | 合計時間:        | 合計時間:  | 合計時間:                             | 48:14                                  |      |

## リリース履歴
| No. | 日付         | レーベル              | 規格     | 規格品番                                     | 最高順位 | 備考                                           |
| --- | ------------ | --------------------- | -------- | -------------------------------------------- | -------- | ---------------------------------------------- |
| 1   | 1986年5月1日 | 東芝EMI／エキスプレス | LP CT CD | ETP-90403 (LP) ZH28-1674 (CT) CA32-1252 (CD) | 8位      |                                                |
| 2   | 2006年3月8日 | 東芝EMI／エキスプレス | CD       | TOCT-25966                                   | 276位    | 24ビット・デジタルリマスター、紙ジャケット仕様 |